# Ludowy Komisariat Obrony ZSRR
Ludowy Komisariat Obrony ZSRR (ros. Народный комиссариат обороны СССР, НКО) – w latach 1934–1946 jeden z ludowych komisariatów Związku Radzieckiego, resortu będącym odpowiednikiem obecnego ministerstwa, który nadzorował siły zbrojne.
W latach 20 XX w. i 30 XX w. najwyższy organ wojskowy w RFSRR/ZSRR nosił nazwę Ludowego Komisariatu do Spraw Wojskowych i Marynarki - Narkomwojenmor (ros. Народного комиссариата по военным и морским делам, Наркомвоенмор).
20 czerwca 1934 Narkomwojenmor ZSRR został przekształcony we wszechzwiązkowy Ludowy Komisariat Obrony – NKO (ros. Народный Комиссариат Обороны, НКО). Pod taką nazwą istniał do połowy lat 40 XX w.
1 lutego 1944 w związku z przyjęciem ustawy ZSRR o stworzeniu formacji wojskowych wspólnie z republikami ZSRR, NKO przekształca się w związkowo-republikański. 
25 lutego 1946 Dekretem Prezydium Rady Najwyższej ZSRR NKO połączył się z Ludowym Komisariatem Marynarki Radzieckiej w jeden związkowo-republikański Ludowy Komisariat Sił Zbrojnych ZSRR  (ros. Народный Комиссариат Вооруженных Сил СССР, НКВС СССР). Pod taką nazwą funkcjonował mniej niż miesiąc, gdyż zgodnie z ustawą z dnia 15 marca 1946 o przekształceniu Rady Komisarzy Ludowych ZSRR i republik radzieckich w Radę Ministrów ZSRR, lud. komisariat został przemianowany na Ministerstwo Sił Zbrojnych ZSRR (ros. Министерство Вооруженных Сил СССР, МВС СССР).

## Ludowi komisarze
- 1934–1940 – Klimient Woroszyłow
- 1940–1941 – Siemion Timoszenko
- 1941–1946 – Józef Stalin

## Struktura[a]
- Sztab Generalny Armii Czerwonej (Генеральный штаб Красной Армии),
- Główny Zarząd Propagandy Politycznej Armii Czerwonej (Главное управление политической пропаганды Красной Армии),
- Główny Zarząd Sił Powietrznych Armii Czerwonej (Главное управление Военных Воздушных Сил Красной Армии),
- Główny Zarząd Artylerii Armii Czerwonej (Главное артиллерийское управление Красной Армии),
- Główny Zarząd Wojsk Pancernych Armii Czerwonej (Главное автобронетанковое управление Красной Армии),
- Główny Zarząd Wojsk Inżynieryjnych Armii Czerwonej (Главное военно-инженерное управление Красной Армии),
- Główny Zarząd Kwatermistrzowski Armii Czerwonej (Главное интендантское управление Красной Армии),
- Zarząd Wyszkolenia Bojowego Armii Czerwonej (Управление боевой подготовки Красной Армии),
- Zarząd Obrony Przeciwlotniczej Armii Czerwonej (Управление противовоздушной обороны Красной Армии),
- Zarząd Łączności Armii Czerwonej (Управление связи Красной Армии),
- Zarząd Ochrony Chemicznej Armii Czerwonej (Управление военно-химической защиты Красной Армии),
- Zarząd Dostaw Paliwa Armii Czerwonej (Управление снабжения горючим Красной Армии),
- Zarząd Szkolnictwa Wyższego Armii Czerwonej (Управление высших военно-учебных заведений Красной Армии),
- Zarząd Szkolnictwa Armii Czerwonej (Управление военно-учебных заведений Красной Армии),
- Zarząd Kadr Armii Czerwonej (Управление кадров Красной Армии),
- Zarząd Kontroli Sanitarnej Armii Czerwonej (Санитарное управление Красной Армии),
- Zarząd Weterynaryjny Armii Czerwonej (Ветеринарное управление Красной Армии),
- Gabinet ludowego komisarza obrony (Управление делами при Народном комиссаре обороны),
- Oddział Finansowy przy ludowym komisarzu obrony (финансовый отдел при Народном комиссаре обороны).

## Siedziba
Siedziba komisariatu mieściła się w Moskwie przy ul. Frunze 19 (ros. ул. Фрунзе), obecnie ul. Znamienka (ros. Знаменка), w jednym budynku, znanym jako „Dom na Znamience”, z Ludowym Komisariatem Marynarki Wojennej (ros. Комиссариат Военно-Морского Флота, НКВМФ). Budynek był zbudowany (arch. Francesco Camporesi) w 1792 dla gen. S.S. Apraksina. Przez lata pełnił różne funkcje m.in. siedziby domu dziecka dla sierot po oficerach (ros. Александрийский сиротский институт), Szkoły Wojskowej (ros. Александровское военное училище), Rewolucyjnej Rady Wojskowej (ros. Реввоенсовет), Ludowego Komisariatu Obrony, Ministerstwa Obrony.